# Psidium longipetiolatum
Psidium longipetiolatum är en myrtenväxtart som beskrevs av Carlos Maria Diego Enrique Legrand. Psidium longipetiolatum ingår i släktet Psidium och familjen myrtenväxter. Inga underarter finns listade i Catalogue of Life.